# مارشال هندرسون
مارشال هندرسون (19 سبتمبر 1990 في الولايات المتحدة - ) (بالإنجليزية: Marshall Henderson)‏ هو لاعب كرة سلة أمريكي في مركز مدافع مسدد الهدف. لعب مع الريان.

## وصلات خارجية
- مارشال هندرسون على موقع كلية كرة السلة في سبورتس رفرنس.كوم (الإنجليزية)
- مارشال هندرسون على موقع ريلجم (الإنجليزية)
- مارشال هندرسون على موقع بروبوليرز (الإنجليزية)